# 김창봉 (배우)
김창봉(金昌奉, 1948년 7월 24일 ~ )은 대한민국의 배우이다. 제5회 전국동시지방선거 후보이기도 하다.

## 학력 및 경력
- 중동고등학교
- 중앙대학교 연극학과 학사
- 민주평화통일자문회의 성남시협의회 수석 부회장
- 한나라당 당원협의회 사무국장
- 한나라당 사회복지 부위원장

## 출연작

### TV 드라마
- 1983년 KBS1 대하드라마 《개국》... 우현보 역
- 1985년 KBS1 특집드라마 《가시고기》
- 1988년 KBS1 특집드라마 《따뜻한 남쪽나라》
- 1988년 KBS1 특집드라마 《사로잡힌 영혼》
- 1988년 KBS1 단막극 《배비장전》
- 1989년 KBS2 수목드라마 《무풍지대》
- 1989년 MBC 정치드라마 《제2공화국》... 김재춘
- 1990년 KBS1 신년특집극 《구리반지》
- 1990년 KBS2 월화드라마 《파천무》 ... 정분 역
- 1990년 KBS1 대하드라마 《여명의 그날》 ... 최동오 역
- 1990년 KBS2 수목드라마 《그대 아직도 꿈꾸고 있는가》
- 1992년 KBS1 대하드라마 《삼국기》... 염종 역
- 1993년 MBC 정치드라마 《제3공화국》... 신형식 역
- 1994년 KBS2 월화드라마 《한명회》... 이사철 역
- 1994년 MBC 6.25 특집드라마 《유월에서 팔월 사이》 ... 반공포로 역
- 1995년 KBS2 대하드라마 《서궁》... 이광정 역
- 1995년 KBS1 대하드라마 《찬란한 여명》... 안기영 역
- 1995년 MBC 수목 특별기획드라마 《제4공화국》... 이창수 역
- 1996년 SBS 특집드라마 《안중근》... 사이고 다카모리 역
- 1996년 EBS 청소년드라마 《감성세대》... 경화 부 역
- 1997년 KBS2 주말연속극 《파랑새는 있다》
- 1999년 KBS2 특집드라마 《슬픈 유혹》... 회사 간부 역
- 2000년 KBS2 TV소설 《민들레》
- 2000년 KBS1 대하드라마 《태조 왕건》... 왕창근 , 권행 역
- 2001년 SBS 일일시트콤 《웬만해선 그들을 막을 수 없다》... 소방서장 역
- 2002년 KBS1 대하드라마 《제국의 아침》... 왕건 대전내관 역
- 2003년 KBS1 대하드라마 《무인시대》
- 2003년 SBS 대하드라마 《왕의 여자》
- 2004년 SBS 주말특별기획드라마 《파리의 연인》... 박 전무 역
- 2006년 SBS 대하드라마 《연개소문》... 양소 역
- 2006년 KBS1 대하드라마 《대조영》... 안시성 성주 역
- 2009년 SBS 아침연속극 《녹색마차》... 민 장관 역

### 영화
- 1974년 《여자정신대》
- 2000년 《싸이렌》

## 역대 선거 결과
| 실시년도 | 선거      | 대수     | 직책            | 선거구                        | 정당     | 득표수   | 득표율         | 순위 | 당락 | 비고      |
| -------- | --------- | -------- | --------------- | ----------------------------- | -------- | -------- | -------------- | ---- | ---- | --------- |
| 2010년   | 지방 선거 | 민선 5기 | 성남시의회 의원 | 경기 성남시 차선거구 (분당구) | 한나라당 | 4,078 표 | \| \| 12.7% \| | 3위  | 낙선 | 기호 1-나 |
|          | 12.7%     |          |                 |                               |          |          |                |      |      |           |